# SPFS
SPFS (Sistema Peredatschi Finansowych Soobschtscheni) ist ein von der Russischen Zentralbank entwickeltes Transaktionssystem für Banken und andere Finanzinstitutionen.

## Name
SPFS ist die transkribierte Abkürzung von Система передачи финансовых сообщений (СПФС), wörtlich übersetzt „System zur Übermittlung von Finanzmitteilungen“.

## Geschichte
Entwickelt wurde SPFS in den Jahren 2014 und 2015. Im Jahr 2018 haben alle russische Banken das Transaktionssystem akzeptiert. SPFS kann daher anstelle von SWIFT verwendet werden.
Die russische Nachrichtenagentur TASS gab im Februar 2021 an, dass die Anzahl der Systemteilnehmer 400 erreicht habe, wobei sich 23 ausländische Banken aus Armenien, Belarus, Deutschland, Kasachstan, Kirgisistan und der Schweiz dem SPFS angeschlossen haben sollen. Des Weiteren strebt Russland danach, SPFS mit den Transaktionssystemen zahlreicher Staaten, darunter das chinesische Cross-Border Inter-Bank Payments System (CIPS), zu verbinden.